# Rosetta (sondă spațială)
Acest articol se referă la sonda spațială Rosetta. Pentru alte sensuri ale cuvântului Rosetta vezi Rosetta (dezambiguizare).

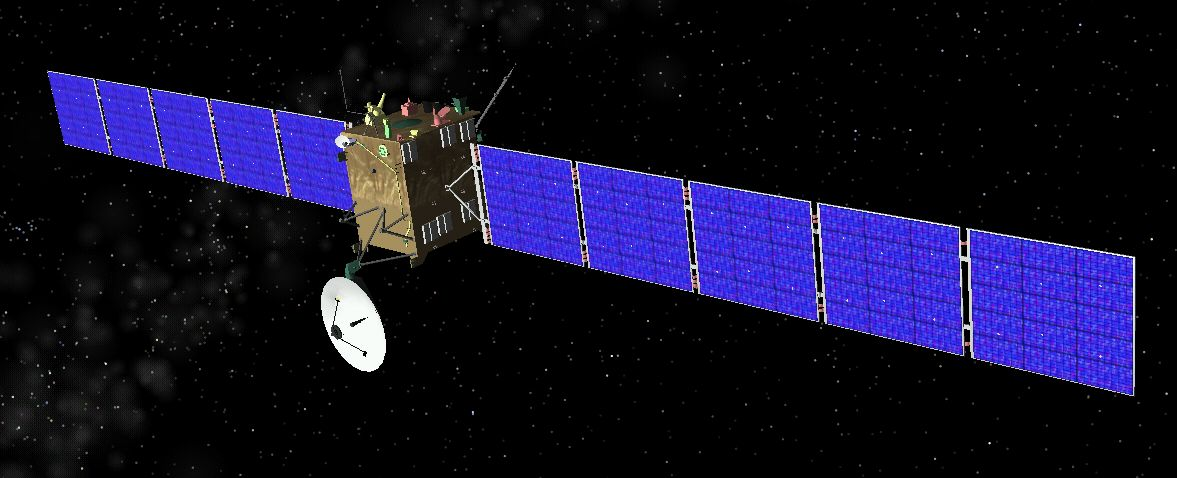
Sonda spaţială Rosetta

Sonda spațială Rosetta a fost lansată în 2004 de către Agenția Spațială Europeană (în engleză European Space Agency (ESA)) cu următoarele scopuri:
- va fi prima sondă care se va roti în jurul unei comete (cometa Ciuriumov-Gherasimenko), urmând ca lander-ul Philae să se așeze, la scurt timp, pe suprafața corpului cosmic luând primele imagini realizate vreodată de pe suprafața unei comete și va face prima analiză a componenței și structurei „solului” cometar[1].
- va descifra unele dintre enigmele cometelor (compoziție chimică, natura materiei planetare organice, etc.)

Potrivit Agenției Spațiale Europene, s-a hotărât să se încerce așezarea sondei Philae pe solul cometei să aibă loc miercuri, 12 noiembrie 2014, în jurul orelor 17:35 (ora României), într-o regiune cu diametrul de circa 1 kilometru.
Misiunea sondei spațiale Rosetta s-a încheiat la 30 septembrie 2016 când, de la o altitudine de 19 km, a fost redirecționată pentru impactul cu cometa. În urma acestei manevre, Rosetta a transmis spre ESA imagini de înaltă rezoluție și date privind gazele, praful și plasma din imediata apropiere a cometei.

## Realizări
- În 2007 a furnizat excelente imagini ale planetei Marte, deoarece s-a plasat în apropierea acesteia.
- În 2008 s-a apropiat cu succes de asteroidul 2867 Šteins.
- La 10 iulie 2010, pe când zbura la circa 450 milioane km depărtare de Pământ cu viteza de 54.000 km/h, s-a apropiat de asteroidul 21 Lutetia (din latină: Lutetia) până la 3.162 km. Timp de circa 1 minut a putut transmite spre ESOC (centrul de operații al ESA din Darmstadt, Germania) un total de peste 400 fotografii de cea mai bună calitate ale asteroidului. Lutetia măsoară numai 126 km în diametru și are o vârstă de 4,5 miliarde de ani.
- La 6 august 2014 Rosetta a ajuns la cometa 67P/Ciuriumov-Gherasimenko (destinația finală a misiunii)[4], devenind astfel primul obiect artificial care orbitează în jurul unei comete, în continuare fiind programată asolizarea pe obiectul spațial.
- La 12 noiembrie 2014, minilaboratorul „Philae” s-a desprins de pe „Rosetta” și s-a așezat pe cometa 67P/Ciuriumov-Gherasimenko, exact în locul stabilit.[5] La asolizare au apărut probleme. Cometa fiind mică, are o gravitație mică. De aceea, pentru a putea lansa harpoanele de fixare de suprafață, ar fi trebuit să pornească un motor-rachetă care să preseze laboratorul pe sol. Acesta nu a funcționat, așa că „Philae” a ricoșat și a plutit circa 2 ore, la o altitudine probabilă de 2 km, rotindu-se ușor. A asolizat din nou la circa 1 km de locul inițial, dar a ricoșat din nou, plutind circa 7 minute și a asolizat din nou, rămânând pe loc, fără a fi fixat cu harpoanele. În actualul loc de staționare, „Philae” este înconjurat de stânci, astfel că celulele solare primesc lumină numai 1,5 ore pe zi în loc de 6. În felul acesta, dacă ar executa toate experimentele planificate, curentul din baterii s-ar epuiza în 60 de ore și misiunea s-ar termina prematur. În plus, „Philae” s-a răsturnat cu 90°, astfel că numai 2 din cele 3 picioare sunt în contact cu solul, poziție în care este improbabil că va putea recolta probe de sol.[6]
- Misiunea sondei spațiale Rosetta s-a încheiat la 30 septembrie 2016.[3]